# 오언 헌트
오웬 헌트(영어: Owen Hunt)는 숀다 라임스가 제작한 TV 드라마 《그레이 아나토미》의 등장인물이다. 시즌5부터 주역으로 등장했으며, 케빈 매키드가 연기했다.